# Mejerier i Danmark
Mejerier i Danmark består af flere mindre mejerier og et som er væsentligt større end de andre "Arla Foods", som er verdens 6. største. En lang række af dem har rødder i andelsbevægelsen og flertallet drives som andelsselskaber.

## Lovkrav
I Danmark har det været et lovkrav at al mælk pasteuriseres, men fra 1. januar 2006 er det blevet tilladt at bruge upasteuriseret mælk til nogle ostetyper, hvilket Arla vil udnytte.
De danske mejerier er som fødevarevirksomheder underlagt forskellige lovkrav omkring hygiejne etc. og skal desuden udtage prøver af den leverede råmælk, idet der er fastsat grænseværdier for celletal, kimtal, medicinrester og mælkekvalitet i øvrigt (mælkens frysepunkt).

## Danske mejeriers historie
I gamle dage blev mælken fra køerne typisk drukket direkte på bondegården, hvor den eneste type forarbejdning kunne være kærning til smør; man henstillede mælken, hvorefter den over et par dage skilte sig i en fedtfattig surmælk og i en fedtrig fløde,som så kunne kærnes.

### De små andelsmejerier
I løbet af 1700-tallet opstod mindre mejerier på danske herregårde. Men fra 1880'erne begyndte selvejende bønder at gå sammen om investering i andelsmejerier, som de nyopførte eller overtog fra herregårdene. Det var nemlig opfattelsen at herregårdene snød dem for en ordentlig pris, og i andelsmejerierne deltes man om overskuddet (samt risikoen). En anden vigtig ting ved andelsmejerierne var, at når der skulle træffes beslutninger, foregik afstemningerne ikke efter høved, men efter hoved – hver andelshaver havde således lige meget magt, uanset hvor meget mælk han leverede. Et princip der stadig gælder.
Andelsbevægelsen forløb sideløbende med udbredelsen af den nyopfundne centrifuge hvilket gjorde dansk smør prisdygtigt i udlandet, hvor konkurrencen ellers kunne være hård. Da køleanlæg blev udbredte opstod der en række søndagshvilende andelsmejerier, hvor mejeriet lå stille om søndagen. Initiativtagerne til disse havde som regel en vis grad af tilknytning til Indre Mission og den deraf udgåede Foreningen til Fremme af Søndagens rette Brug. I 11 jyske sogne var der både et andelsmejeri, der fungerede alle ugens syv dage, og et søndagshvilende mejeri.

### Fusioner
Gennem sidste halvdel af det 20. århundrede gik mejerierne sammen i større og mere effektive mejerier, og ved indgangen til 1990'erne var andelsmejerierne MD Foods og Kløver Mælk blevet de klart største.
I 1999 fusionerede de også, og det nuværende Arla, har således noget nær monopolstatus på det danske marked.
Efterspørgslen på mælk fra mindre mejerier er dog steget de seneste år og udviklingen er også vendt fra et standardiseret drikkemælks- og osteudbud til flere specielle typer, f.eks. mælk kun fra Jersey-racen eller bestemte regionale egne.

## Mejeriselskaber i Danmark
Der er i dag langt færre mejeriselskaber i Danmark end i andelsbevægelsens tid, men på de større mejerier der findes, behandles til gengæld mere mælk. Andelsmejerier forarbejder stadig langt den største mængde mælk – Danmarks største mejeri Arla er f.eks. et sådant.
De største danske mejeriselskaber målt efter indvejning (Mio kg) ifølge Mejeriforeniningen (Webside ikke længere tilgængelig):
- Arla Foods (3911)
- Thise Mejeri (84)
- Mammen Mejeri (70)
- Them Andelsmejeri (48)
- Bornholms Andelsmejeri (44)
- Naturmælk a.m.b.a. (33)
- Endrup Andelsmejeri (24)
- Saedager Dairy (20)
- Nørup Mejeri (16)
- Nordex Food A/S (Nørager Mejeri) (14)
- Mejeriet Dybbækdal A/S (12)
- Asaa Andelsmejeri (8)
- MBM, Meginfelag Búnaðarmanna (Færøernes eneste mejeri) (8)
- Bjerre Herreds Mejeriselskab (Barrit mejeri) (6)
- Øllingegaard Mejeri K/S (6)
- Uhrenholt A/S (GrønDal Mejeri)
- Søvind Mejeri
- Ingstrup Mejeri
- Jernved Mejeri

## Nedlagte mejerier
Produktion målt efter indvejning (mio kg med een decimal)
- Mejeriet Korsvej Låsby nedlagt 1984 [1]
- Vormark Andelsmejeri (5,7) år 1963 75 års jubilæum, nedlagt 1981[2]
- Gudbjerg Andelsmejeri Nedlagt 1986
- Oure Andelsmejeri Nedlagt 1967
- Enigheden nedlagt 1996 [3]
- Hesselager Fællesmejeri Nedlagt 1969 [4]